# Гримальди-Чеба, Ладзаро
Ладзаро Гримальди-Чеба (итал. Lazzaro Grimaldi Cebà; Генуя, 1520 — Генуя, 1599) — дож Генуэзской республики.

## Биография
О фигуре Ладзаро Гримальди сохранилось довольно мало сведений. Он был сыном Доменико Гримальди и Клары де Кальви, родился в Генуе в период около 1520 года. Благодаря знатности своей семьи, он рано поступил на государственную службу.
В 1573 году он стал синьором генуэзского феода Мазоне в долине Стура — эти земли он приобрел за 17 000 золотых крон у Беттины Паллавичини, матери его жены Марции Чентурионе. Гримальди обустроил в деревне несколько оборонительных сооружений, таких как новый замок, новые стены в северной части земель и укрепленные домов в южной части для работников, занятых на местном сталелитейном производстве. Гримальди также был инициатором строительства церкви Богоматери в Мазоне между 1580 и 1584 годами.
7 декабря 1597 года Гримальди был избран дожем и занимал эту должность до 15 февраля 1599 года, когда, за десять месяцев до истечения срока своего мандата, его хватил удар, и на следующий день он умер. Тело Гримальди было похоронено в церкви Санта-Мария-делла-Челла в Сампьердарене.
От его брака с Марцией Чентурионе у Ладзаро не было детей, и его наследство, включавшее также здания в историческом центре Генуи, получил сын его сестры Перетты, внук Джованни Доменико Спинолы.